# تپه شادمان ۲
تپه شادمان ۲ مربوط به دوران‌های تاریخی پس از اسلام است و در شهرستان بوئین‌زهرا، روستای شادمان واقع شده و این اثر در تاریخ ۱۰ مهر ۱۳۸۰ با شمارهٔ ثبت ۳۹۲۲ به‌عنوان یکی از آثار ملی ایران به ثبت رسیده است.